# 강화학파 육대계승
강화학파(江華學派) 육대계승(六代繼承)이란 효민공 석문 이경직(李景稷)의 현손(4代孫)으로 이광명(李匡明)이 10세 때(숙종 36년, 1710년)에 부친상(진사 이진위(李眞偉))을 당하자 모친 은진송씨의 뜻에 따라 강화도 사기리(沙磯里)에 장사지내고 그 묘 밑에서 기거하면서 한말 영재 이건창(李建昌), 경재 이건승(李建昇), 난곡 이건방(李建芳) 형제의 대에 이르기까지 강화도 사기리는 강화학파의 근거지가 되었으며 6대 250 여 년간 가학(家學)으로 강화학파를 계승해온 학자 지식인들을 일컫는다. 모두 조선 2대왕 정종의 열째 왕자 덕천군(德泉君)의 후손들이다.
- 참의공 이광명(李匡明), 강화도 입향조(1710년), 하곡 정제두의 손녀사위
- 원교(圓嶠) 이광사(李匡師)
- 연려실(燃藜室) 이긍익(李肯翊), 원교 선생의 장자(長子)
- 신재(信齋) 이영익(李令翊), 원교 선생의 차자(次子)
- 초원(椒園) 이충익(李忠翊), 참의공 이광명의 장자(長子)[2]
- 대연(岱淵) 이면백(李勉伯)
- 충정공(忠貞公) 사기(沙磯) 이시원(李是遠)
- 양산군수 이상학(李象學)
- 영재(寧齋) 이건창(李建昌), 혹은 명미당(明美堂) 선생
- 경재(耕齋) 이건승(李建昇), 교육자, 항일(독립)운동, 홍승헌, 정원하등과 함께 만주로 이주하여 후학양성 및 민족결속.
- 난곡(蘭谷) 이건방(李建芳), 교육자, 항일(독립)운동, 국문학자 위당 정인보의 스승.

강화학파를 계승한 가문으로는 전주 이씨 덕천군파 함풍군(咸豊君) 가문, 연일 정씨(延日鄭氏) 하곡 정제두 선생 가문, 평산 신씨(平山申氏) 완구(宛丘) 신대우(申大羽) 선생 가문이 있다. 강화도 뿐만 아니라 충청북도 진천, 음성, 괴산에서도 강화학파는 번성하였다. 하곡 정제두 선생은 환갑 즈음의 숙종 35년 (1709년)에 강화도에 입도(入島)하였다고 한다.

## 주요 저작
- 《이쥬풍속통(夷州風俗通, 이광명)》, 언문으로 작성, 함경도 갑산의 지리와 풍속(風俗), 국문학사의 중요자료.
- 《증 참의공 적소시가(贈 參議公 謫所詩歌, 이광명)》 가사 1편, 시조 3수
  - 〈북찬가(北竄歌)〉, 영조 31년 (1755년) 작품, 유배지(갑산)에서 홀어머니에게 보내는 사모곡.
- 《원교집(圓嶠集, 원교 이광사)》 10卷[4](문서, documents) 4冊[5](책, books)
  - 《동국악부(東國樂府)》 가사30편,  시문, 《두남집(斗南集)》, 《수북집(壽北集)》
  - 《오음정서(五音正序)》, 《원교서결(圓嶠書訣)》
- 《연려실기술(燃藜室記述, 연려실 이긍익)》 - 역사서적, 다음백과사전(브리태니커) 참고.
  - 역사 기술에서 고증이 가장 중요한 것이라고 여기고 '술이부작(述而不作)', '불편부당(不偏不黨)'의 자세를 견지.
  - 역사 서술에서 생명으로 다룬 것은 객관성, 공정성, 체계성, 계기성 그리고 현실성.
  - 정본이 어느것인지 불분명하지만 신뢰를 얻는 두가지의 정본
    - 조선광문회가 1911년, 최남선 주관으로 펴낸 인본(印本)의 대본(臺本).[6], 총 34권
    - 조선고서간행회가 1913년, 일본인 주관으로 펴낸 인본(印本)의 대본(臺本).[7], 총 59권
- 《신재집(信齋集, 신재 이영익)》불분권(不分卷) 2책
- 《진언집(眞言集, 초원 이충익)》2권 1책 - 진언집(다라니)의 중간(重刊) 참여, 언문-한문-범어를 대조 서술
- 《초원담로(椒園談老, 초원 이충익)》2권 1책 - 노자의 《도덕경》 해석, 선악의 상인, 거짓에 대한 비판
- 《초원유고(椒園遺藁, 초원 이충익)》2책
  - 가설(假說) 상하편 - 진가론(眞假論)을 전개
  - 군자지과설(君子之過說) - 이광려의 「독(讀) 노자오칙」, 신작의 「노자지략서」
- 《함서(憨署, 대연 이면백)》 - 현재 전하지 않음.
- 《해동돈사(海東惇史, 대연 이면백)》 - 현재 전하지 않음.
- 《대연유고(岱淵遺稿, 대연 이면백)》 2권 2책
- 《국조문헌(國朝文獻, 사기 이시원)》 - 현재 전하지 않음.
- 《고금서초(古今書鈔, 사기 이시원)》 100 여권, 시문고(詩文稿) 10 여권.
- 《야사초(野史鈔, 사기 이시원)》 수 권
- 《사기유고(沙磯遺藁, 사기 이시원)》 9권 2책
- 《사기집(沙磯集, 사기 이시원)》불분권(不分卷) 6책
- 《정주도회과작(定州都會科作, 편저자 사기 이시원)》
- 《당의통략(黨議通略, 영재 이건창)》2권 1책, 정치 역사서
  - 선조년간부터 영조대에 이르기까지 약 180여 년 간의 붕당 정치사
  - 조부의 《국조문헌(國朝文獻, 사기 이시원)》에서 당론(黨論)과 관계되는 부분만 발췌하여 정리.
  - 붕당의 대립이 격심했던 원인을
    - ①도학태중(道學太重) ②명의태엄(名議太嚴) ③문사태번(文詞太繁) ④ 형옥태밀(刑獄太密)
    - ⑤대각태준(臺閣太峻) ⑥관직태청(官職太淸) ⑦벌열태성(閥閱太盛) ⑧승평태구(昇平太久)의 여덟 가지로 분석

  - 참고, 노론(老論)의 입장에서 쓴《아아록(我我錄, 남기제)》
  - 참고, 남인(南人)의 입장에서 쓴《동소만록(桐巢漫錄, 남하정)》
- 《명미당집(明美堂集, 영재 이건창)》20권 8책
- 《경재집(耕齋集, 경재 이건승)》 1책 - 서행별곡(西行別曲)
- 《해경당수초(海耕堂收草, 경재 이건승)》 4책
- 《난곡존고(蘭谷存稿, 난곡 이건방)》13권 4책
- 기타등등

## 같이 보기
- 철학, 강화학파
- 덕천군파
- 육진팔광 (덕천군파)
- 양명(陽明) 왕수인(王守仁)
- 하곡(霞谷) 정제두(鄭齊斗)
- 저촌(樗村) 심육(沈錥)
- 백하(白下) 윤순(尹淳)
- 둔곡(遁谷) 이진병(李震炳)
- 완구(宛丘) 신대우(申大羽), 하곡 정제두의 손녀사위
- 석천(石泉) 신작(申綽)
- 원교(圓嶠) 이광사(李匡師) 선생의 초상, 국립중앙박물관 소장, 보물 1486호
- 경재(耕齋) 이건승(李建昇) 선생의 초상
- 난곡(蘭谷) 이건방(李建芳) 선생의 가족사진 (1925년)
- 영재(寧齋) 이건창(李建昌) 선생의 생가, 명미당(明美堂), 북위 37° 36′ 59″ 동경 126° 27′ 24″ / 북위 37.61639°  동경 126.45667°
- 강화학파 (진천)
  - 문원(汶園) 홍승헌(洪承憲), 기당(綺堂) 정원하(鄭元夏), 학산(學山) 정인표(鄭寅杓),
  - 연재(淵齋) 정은조(鄭誾朝), 보재(溥齋) 이상설(李相卨), 위당(爲堂) 정인보(鄭寅普)
- 한국 전쟁중의 강화 양민 학살 사건 (1951년)
  - 1월 6일부터 9일 사이에 3일동안 한국군, 경찰, 민병에 의해 자행되어 희생자 212 ~ 1,300 명 발생.
  - 외국어 위키문서와는 다르게 한국어 위키문서에서는 60 명으로 쓰여져 있음.
- <강화역사문화연구소>(1999년), <하곡학연구원>(2010년)
- 한국고전종합 데이터베이스(DB)

## 명칭의 유래에 관하여
- - | “ | “일찍이 하곡(정제두)과 원교(이광사), 신재(이영익), 초원(이충익), 그리고 대연(이면백), 사기(이시원) 등이 이 벽진 곳에서 양명학을 가꾸어 오기를 무릇 250년, 나는 그것을 온통 <강화학 江華學>이란 이름으로 부르고 있지만, 그들 스스로는 그것을 계산지학(稽山之學[8]), 정백자성명지학(程柏子性命地學)이라고 부르고 때로는 ‘실학’이라고 부를 경우도 있다.” | ” |
|   | — 서여 민영규의 논문『李建昌의 南遷記』(『사학회지』제20집, 연세대학교 1971.12., 민영규)에서 |   |

## 참고
1. 1 2    - 효민공 석문 이경직(李景稷)의 증손이고, 호조판서 삼취헌 이대성(李大成)의 아들이다.
2. 1 2    - 초원 선생의 생부는 이광현(李匡顯)이다. 참의공 이광명(李匡明)이 무자(無子)하여 사촌형제 이광현(李匡顯)의 아들, 초원 이충익을 양자로 받아들였다.
3. 1 2    - 중앙일보 : “살아서 싸우리라” … 자결 대신 항일 택한 양명학자들[깨진 링크(과거 내용 찾기)], (중앙선데이) 입력 2011.07.03 05:30
4. 1 2  
  - 권(卷, documents)의 의미는 내용별로 나뉘는 단위를 의미하며
  - (예시) 1장, 2장, ... 9장, ... 이런 내용별, 주제별 분류를 고전에서는 문서 권(卷, documents)을 의미한다.
5. 1 2  
  - 책(冊, books)의 의미는 여러 권(卷, documents)을 일정한 분량별(페이지수)로 묶는 양적인 단위를 말한다.
  - (고전) 원교집 10권 4책이란
  - (해석) 내용별로 10개 문서(documents, 卷)로 나뉘어져 있으며, 일정한 분량으로 문서(卷)들을 묶어서 4책(books, 冊)으로 되어 있다는 의미.
  - (한자) 冊(책)은 상형문자이며 왕명이 적힌 패찰을 엮은 것을 본뜬 문자이다.-다음한자사전-
6. 1 2    - 광문회의 대본(臺本) - 원집 24권 (태조∼인조), 별집 10권, 합 34권
7. 1 2    - 조선고서간행회의 대본(臺本) - 원집 33권 (태조∼현종), 속집 7권(숙종), 별집 19권, 합 59권
8. 1 2    - 계산(稽山) 혹은 계산서원(稽山书院), 양명 왕수인이 강학하던 서원의 이름, 저장성(浙江省) 사오싱시(紹興市, 항저우 옆) 소재